# Ärkefiende
|  | Wiktionary har ordboksartiklar om ärkefiende och nemesis. |

En ärkefiende eller nemesis är en långvarig, bitter motståndare till någon och beskrivs ofta som dennes värsta fiende och största hot. Ärkefiender är även vanliga som motparter till hjältar och superhjältar inom fiktion i olika filmer, TV-serier och serietidningar. Som exempel på ärkefiender i litteraturen kan nämnas Sherlock Holmes ärkefiende Professor Moriarty och James Bonds ärkefiende Ernst Stavro Blofeld i de tecknade serierna Stålmannens ärkefiende Lex Luthor och Batmans ärkefiende Jokern och från filmen Darth Vader, Luke Skywalkers och Obi-Wan Kenobis ärkefiende (Stjärnornas krig).
Ordet "ärke" är besläktat med ordet monark och betyder egentligen "anförare". En ärkefiende är därmed den som anför alla fiender. Jämför ärkebiskop och ärkehertig.